# イギリス社会党
イギリス社会党（英：British Socialist Party, 略称：BSP）は、1911年から1920年まで存在した、イギリスのマルクス主義政党である。
BSPは1911年に設立され、初期の党派抗争を経て1916年には反戦派が党の決定権を握り、第一次世界大戦への参戦を支持する右派は離脱して国家社会主義党などを結成した。
1917年末のロシア革命でのボリシェヴィキ勝利と第一次世界大戦終結後は、BSPは明白な革命的社会主義組織として浮上した。BSPは統一された共産主義組織の結成のために他の急進主義グループと調整し、その結果1920年8月にグレートブリテン共産党(CPGB)が設立され、BSPは合流し消滅した。